# إد برادلي
     لشخصية أخرى تحمل اسم Edward Bradley (disambiguation)، طالع Edward Bradley (disambiguation) (توضيح).

إدوارد رودولف «إد» برادلي الابن. (بالإنجليزية: Edward Rudolph "Ed" Bradley, Jr.) (في الفترة من 22 يونيو 1942 حتى 9 نوفمبر 2006) كان صحفيا أمريكيًا، اشتهر بعمله الحائز على جوائز عديدة الذي استمر لمدة 26 عامًا على قناة سي بي إس نيوز، وهو البرنامج التليفزيوني 60 دقيقة (60 Minutes). وأثناء بداية حياته المهنية، غطى أيضًا سقوط سايغون، وكان أول مراسل تليفزيوني أسود يعمل في تغطية البيت الأبيض، وكان يبث أولى برامجه الإخبارية، وهو ليلة الأحد على سي بي إس مع إد برادلي (CBS Sunday Night with Ed Bradley). حصل على عدة جوائز لتفانيه في عمله بما في ذلك بيبودي وجائزة إنجاز الحياة من الرابطة الوطنية للصحفيين السود وجائزة إيمي التاسعة.

## السيرة الذاتية

### النشأة
ولد برادلي في فيلادلفيا، بنسلفانيا. طُلق والداه وهو في الثانية من عمره، وبعد ذلك نشأ وتربى مع أمه جلاديز (Gladys) التي كانت تعمل في وظيفتين لتوفير الاحتياجات. وقد كان برادلي يُدعى في طفولته باسم «بوتش برادلي» وكان يقابل والده في الصيف الذي كان يعمل في شركة لآلات البيع وكان يمتلك مطعمًا في ديترويت. وعندما كان في التاسعة من عمره، ألحقته والدته بمدرسة بروفيدانس المقدسة، وهي مدرسة داخلية كاثوليكية للسود تُديرها راهبات القربان الأقدس في مرتفعات كورنويللز، بنسلفانيا. تعلم في أكاديمية جبل القديس تشارلز في ونسوكت، رود أيلاند، ثم في مدرسة أخرى كانت مخصصة للسود، وهي كلية ولاية تشيني (أصبحت تعرف الآن باسم جامعة تشيني في بنسلفانيا) في تشيني، بنسلفانيا، وتخرج عام 1964 وحصل على درجة في التعليم. وكانت أول وظيفة يلتحق بها هي التدريس للصف السادس في مدرسة ويليام بي مان (William B. Mann) الابتدائية في مجتمع وينيفيلد في فلاديلفيا. وأثناء مهنة التدريس، عمل عملاً إضافيًا في استوديوهات وادز القديمة في إيدجلي دريف (Edgley Drive) في حديقة فاريمونت بـفلاديلفيا، وعمل بدون مقابل ثم بأجر قليل. عمل في مجال برمجة الموسيقى وقراءة الأخبار، وتغطية مباريات كرة السلة وغيرها من الألعاب الرياضية.

### الحياة المهنية
بدأ عمل برادلي في تقديم الأخبار في وادز إف إم أثناء أحداث الشغب في فلاديلفيا في الستينيات من القرن العشرين. وفي عام 1976، شغل وظيفة بدوام كامل في المحطة الإذاعية دبليو سي بي إس الموجودة في نيويورك والمملوكة لقناة سي بي إس. وانتقل عام 1971 إلى باريس، فرنسا. اعتمد في بداية حياته على مدخراته، وسرعان ما نفدت أمواله وبدأ يعمل مراسلاً حرًا لمحطة سي بي إس نيوز، بينما كانت تغطي محادثات باريس للسلام. وفي عام 1972، تطوع لينتقل إلى سايغون لتغطية حرب فيتنام، إضافة إلى الوقت الذي قضاه في بنوم بنه لتغطية الحرب في كمبوديا. وأصيب هناك بقذيفة هاون، وأصيب بـشظايا في ظهره وذراعه.

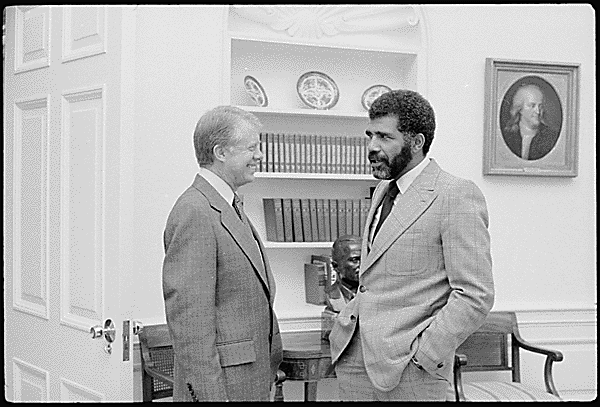
إد برادلي مع جيمي كارتر في 1978

في عام 1974، انتقل إلى واشنطن العاصمة، وتمت ترقيته ليقوم بتغطية الحملة الانتخابية لـكارتر في 1976. ثم أصبح مراسل «سي بي اس نيوز» في البيت الأبيض (أول مراسل تليفزيوني أسود في البيت الأبيض) حتى 1987 حين دُعي للانتقال إلى محطة سي بي إس ريبورتس حيث عمل كمراسل رئيسي حتى 1981. وفي هذه السنة، ترك والتر كرونكايت (Walter Cronkite) عمله كمذيع أخبار في برنامج أخبار المساء من سي بي إس (CBS Evening News) وتم استبداله حينئذ بمراسل برنامج 60 دقيقة، وهو الصحفي دان رازار (Dan Rather)، حيث ترك تقديم افتتاحية البرنامج ليحل محله برادلي.
على مدار فترة عمله في برنامج 60 دقيقة التي استمرت لمدة 26 عامًا، ناقش برادلي عن أكثر من 500 خبر حيث كان يغطي تقريبًا كل أنواع الأخبار الممكنة، من مجالات «عميقة» في الحرب والسياسة والفقر والفساد لأجزاء أخف في السيرة الذاتية أو القصص الرياضية والموسيقية وقصص عن المأكولات. ومن بين تلك الحلقات التقى بـهوارد ستيرن (Howard Stern) ولورانس أوليفيه (Laurence Olivier) وماركوس وتيموثي ماك فاي (Timothy McVeigh) ومايكل جاكسون ومايك جاجر (Mick Jagger) وبيل برادلي (Bill Bradley) وجورج بيرنز (George Burns) صاحب الاثنين والتسعين عامًا ومايكل جوردان إضافة إلى إجراء أول لقاء تليفزيوني مع بوب ديلن في 20 عامًا. ومن أغرب المواقف التي مرت عليه ما حدث عندما لعب بلاك جاك مع الأعمى ري تشارلز، بينما كان يجري مقابلة مع الجنرال السوفيتي في أحد مراكز الساونا الروسية بعد أن مزح عليه محمد علي. وكان أفضل مقطع له في 60 دقيقة عندما كان مراسلاً في سن الأربعين مقابلته مع المغنية لينا هورن (Lena Horne) التي كانت تبلغ 64 عامًا. وقال «لو وصلت إلى بوابات السماء وقالالقديس بيتر،» ماذا فعلت لتستحق ذلك؟«أود أن أقول فقط 'هل رأيت مقابلتي مع لينا هورن؟'»
كان برادلي مشهورًا بأسلوبه الحساس في برنامجه وكان أول مراسل من الرجال يرتدي القرط بانتظام على الهواء. وكان قد ثقب أذنه اليسرى عام 1986 وقال إن ليزا مينيلي (Liza Minnelli) كانت مصدر إلهامه وهي التي شجعته على ذلك بعد لقائه معها. وهو أيضًا الرجل الوحيد حتى الآن في برنامج 60 دقيقة الذي قام بذلك، على الرغم من وجود مراسلين رجال في برامج الشبكة الأخرى، بما في ذلك جيم فانس (Jim Vance) وجاي سكادلر (Jay Schadler) وهارولد داو (Harold Dow) ارتدوا الأقراط في وقت لاحق أمام الكاميرا.

### الحياة الشخصية
لم يرزق برادلي بأبناء، ولكنه تزوج من الفنانة باتريشيا بلانشيه (Patricia Blanchet) من مواليد هايتي التي قابلها في المتحف حيث كانت تعمل مرشدة سياحية. وبالرغم من فارق السن بينهما (فهي أصغر منه بـ 24 عامًا)، إلا أنه أعجب بها وتبعها، وتاريخ هذا يرجع إلى عشر سنوات قبل زواجهما في حفل خاص في ودي كريك كولورادو، حيث كان يقع منزلهما. وكان لبرادلي أيضًا منزلان في نيويورك، واحد في إيست هامبتون والآخر في مدينة نيويورك.
وكان برادلي يُعرف بحبه لكل أنواع الموسيقى، ولا سيما موسيقى الجاز فكان من محبيها. استضاف المسئول عن موسيقى الجاز في مركز لينكلون الحائز على جائزة بيبودي في الإذاعة الوطنية العامة لعقود كثيرة حتى قبل وفاته. وكان برادلي من أشد المعجبين بـنيفيل بروزرز (Neville Brothers)، وعزف برادلي على المسرح مع الفرقة، وكان يعرف على أنه «الأخ الخامس لنيفيل». وكان برادلي صديقًا لـ جيمي بفيت (Jimmy Buffett)، وغالبًا ما كان يعزف معه على المسرح تحت اسم «تيدي». وكانت قدرات برادلي الموسيقية محدودة ولم يكن لديه خبرات واسعة، وكان عادة ما يرسم الابتسامة عند عرضه لأغنية 1952 الكلاسيكية التي كانت تؤديها مجموعة بيلي وارد والدمينوز (Billy Ward and the Dominoes)، بعنوان «رجل برنامج 60 دقيقة (Sixty Minute Man)». توفي برادلي في 9 نوفمبر 2006 بينما كان بصحبة صديق عمره جيمي بفيت في مستشفى ماونت سيناي في مانهاتن من مضاعفات ابيضاض الدم الليمفاوي. وكان يبلغ من العمر 65 عامًا.

## الإرث
كرمت الدولة برادلي عام 2007 بجنازة عزفت فيها موسيقى الجاز التقليدية بموكب في نيو أورليانز جازفيت، والذي كان من أكبر مؤيديها. أحاط الموكب الذي تم في اليوم الأول لمهرجان الأيام الستة بأرض المعارض وكان يتضمن فرقتين للعزف بالآلات النحاسية.
وقد كتب الصحفي كليرانس بيدج (Clarence Page):

| إد برادلي | When he was growing up in a working-class neighborhood in Philadelphia, his folks told him he could be anything he wanted to be. He took them up on it. ... Even in those days before the doors of opportunity were fully opened to black Americans, Mr. Bradley challenged the system. He worked hard and prepared himself. He opened himself to the world and dared the world to turn him away. He wanted to be a lot and he succeeded. Thanks to examples like his, the rest of us know that we can succeed, too. | إد برادلي |

كان برادلي حاملاً لتذكرة موسمية لحضور مباريات فريق نيويورك نيكس على مدى 20 عامًا. وفي 13 نوفمبر 2006، تم تكريمه في لحظة صمت. وفي برنامج 60 دقيقة بعد وفاة برادلي، أغلق صديق عمره وينتون مارساليس (Wynton Marsalis) البرنامج مع أداء البوق المنفرد الذي كان يعزف بعض القطع الموسيقية المفضلة لدى برادلي.

## الجوائز
- جائزة إيمي 19 مرة
- جائزة بيبودي عن تقرير الإيدز في إفريقيا، «موت الحرمان»
- جائزة الصحافة لروبرت إف كينيدي
- جائزة بول وايت من رابطة مديري أخبار الإذاعة والتليفزيون
- جائزة جورج بولك للتليفزيون الأجنبي (1979)[8]
- في عام 2005، كرمت الرابطة الوطنية للصحفيين السود برادلي لأنه كان من أوائل الأمريكان المنحدرين من أصل إفريقي الذين دخلوا مجال الشبكات الإخبارية التليفزيونية مع جائزة إنجازات الحياة.[4]
- وفي عام 2007 فاز برادلي بعد وفاته بجائزة جورج فوستر بيبودي السنوية السادسة والستين عن تحقيقه في حالة اغتصاب وقعت في جامعة الدوق.

## وصلات خارجية
- إد برادلي على موقع فايند أغريف
- إد برادلي على موقع IMDb (الإنجليزية)
- إد برادلي على موقع الموسوعة البريطانية (الإنجليزية)
- إد برادلي على موقع إن إن دي بي (الإنجليزية)
- إد برادلي على موقع قاعدة بيانات الفيلم (الإنجليزية)
- [<a href="http://www.cbsnews.com/stories/1998/07/08/60minutes/main13501.shtml">http://www.cbsnews.com/stories/1998/07/08/60minutes/main13501.shtml</a> Ed Bradley Biography] at سي بي إس نيوز
- [<a href="https://web.archive.org/web/20040129013001/http://www.rtndf.org/asfi/awards/bradley.shtml">https://web.archive.org/web/20040129013001/http://www.rtndf.org/asfi/awards/bradley.shtml</a> Interview by John Sears for Communicator, August 2000]
- [<a href="http://www.washtimes.com/commentary/20061113-094938-4886r.htm">http://www.washtimes.com/commentary/20061113-094938-4886r.htm</a> Remembering Ed Bradley] - Clarence Page - November 14, 2006
- [<a href="http://www.allaboutjazz.com/php/article.php?id=1073">http://www.allaboutjazz.com/php/article.php?id=1073</a> Ed Bradley: Journalist and Jazzman]
- [<a href="http://video.google.com/videosearch?q="archive+of+american+television+interview+with+ed+bradley"">http://video.google.com/videosearch?q="archive+of+american+television+interview+with+ed+bradley[وصلة مكسورة]"</a> Archive of American Television Interview with Ed Bradley on May 12, 2000 on Google Video]
- [<a href="https://web.archive.org/web/20061202071412/http://people.monstersandcritics.com/article_1220213.php/Ed_Bradley_remembered_on_CNNs_Larry_King">https://web.archive.org/web/20061202071412/http://people.monstersandcritics.com/article_1220213.php/Ed_Bradley_remembered_on_CNNs_Larry_King</a> Tribute to Ed Bradley by CNN's Larry King]
- [<a href="http://www.realclearpolitics.com/articles/2006/11/ed_bradley_reporter_restless_r.html">http://www.realclearpolitics.com/articles/2006/11/ed_bradley_reporter_restless_r.html</a> Pulitzer Prize-winning syndicated columnist Clarence Page on Ed Bradley (11/13/2006)]

قالب:60MinutesCorrespondents
قالب:VietnamCorr